# Gauliga Schleswig-Holstein
Die Gauliga Schleswig-Holstein entstand 1942 durch die kriegsbedingte Aufteilung der bisherigen Gauliga Nordmark in die Gauligen Schleswig-Holstein, Hamburg und Mecklenburg. Am Spielbetrieb nahmen jeweils 10 Mannschaften teil, von denen zwei abstiegen. Die meisten der Vereine kamen aus Kiel. Holstein Kiel wurde zweimaliger Meister der Liga. In der Saison 1944/45 musste der Spielbetrieb kriegsbedingt nach insgesamt acht absolvierten Spielen abgebrochen werden, nachdem schon etliche der angesetzten Spiele nicht mehr ausgetragen werden konnten – wegen möglicher Bombenangriffe waren sie inzwischen ohnehin schon in den Morgenstunden angesetzt worden. Einzig die beiden Aufsteiger aus Eckernförde (Eckernförder SV und TVA Eckernförde) traten noch je einmal außerhalb eigener Gemeindegrenzen an, während bereits angesetzte Spiele zwischen Kieler Clubs nicht stattfanden.
Offiziell hießen die Gauligen von 1939 bis 1942 „Sportbereichsklassen“, möglicherweise, weil den Nationalsozialisten das Wort „Liga“ als zu „englisch“ und damit politisch nicht mehr opportun erschien.

## Gaumeister 1942–1945
| Saison  | Gaumeister Schleswig-Holstein | Abschneiden deutsche Meisterschaft | Deutscher Meister         |
| ------- | ----------------------------- | ---------------------------------- | ------------------------- |
| 1942/43 | Holstein Kiel                 | Dritter                            | Dresdner SC               |
| 1943/44 | Holstein Kiel                 | Achtelfinale                       | Dresdner SC               |
| 1944/45 | kriegsbedingt abgebrochen     | kriegsbedingt abgebrochen          | kriegsbedingt abgebrochen |

## Rekordmeister
|  | Verein        | Titel | Jahr       |
|  | ------------- | ----- | ---------- |
|  | Holstein Kiel | 2     | 1943, 1944 |

## Nachfolgeligen
Nach Abbruch des Spielbetriebes nach insgesamt acht absolvierten Spielen der Saison 1944/45 folgte zunächst ein Versuch, die Gauliga in den regionalen Staffeln Kiel und Lübeck auszuspielen (Einzelheiten unter: Gauliga Schleswig-Holstein 1944/45).
Nach dem Zweiten Weltkrieg wurde der Spielbetrieb 1945/46 zunächst in vier Ligen um die Bezirksmeisterschaften aufgenommen; im Folgejahr war der höchste Wettbewerb die Landesmeisterschaft Schleswig-Holstein 1946/47 und ab der Saison 1947/48 wurde als höchste Landesspielklasse die heutige Oberliga Schleswig-Holstein zunächst unter dem Namen Landesliga Schleswig-Holstein in drei Staffeln eingeführt.

## Ewige Tabelle
Berücksichtigt sind alle Spiele der Gauliga Schleswig-Holstein in den Spielzeiten 1942/43 und 1943/44; die insgesamt acht ausgetragenen Partien der Saison 1944/45 sind nicht enthalten. Die Tabelle richtet sich nach der damals üblichen Zweipunkteregel.
| Pl. | Verein                    | Jahre | Sp. | S  | U | N  | T+  | T-  | Diff. | Punkte | Ø-Pkt. | Titel | Spielzeiten nach Kalenderjahren |
| --- | ------------------------- | ----- | --- | -- | - | -- | --- | --- | ----- | ------ | ------ | ----- | ------------------------------- |
| 1.  | Holstein Kiel             | 2     | 36  | 31 | 2 | 3  | 199 | 42  | +157  | 64:80  | 1,78   | 2     | 1942–44                         |
| 2.  | SC Friedrichsort 08       | 2     | 36  | 23 | 6 | 7  | 97  | 66  | +31   | 52:20  | 1,44   | -     | 1942–44                         |
| 3.  | FC Kilia Kiel             | 2     | 36  | 22 | 4 | 10 | 134 | 75  | +59   | 48:24  | 1,33   | -     | 1942–44                         |
| 4.  | SG Ordnungspolizei Lübeck | 2     | 36  | 19 | 3 | 14 | 104 | 85  | +19   | 41:31  | 1,14   | -     | 1942–44                         |
| 5.  | SV Ellerbek               | 2     | 36  | 14 | 9 | 13 | 93  | 90  | +3    | 37:35  | 1,03   | -     | 1942–44                         |
| 6.  | Fortuna Glückstadt        | 2     | 36  | 9  | 9 | 18 | 76  | 105 | −29   | 27:45  | 0,75   | -     | 1942–44                         |
| 7.  | Borussia Gaarden          | 2     | 36  | 9  | 6 | 21 | 60  | 123 | −63   | 24:48  | 0,67   | -     | 1942–44                         |
| 8.  | SC Comet Kiel             | 2     | 36  | 8  | 6 | 22 | 65  | 131 | −66   | 22:50  | 0,61   | -     | 1942–44                         |
| 9.  | VfB Kiel                  | 1     | 18  | 7  | 2 | 9  | 50  | 49  | +1    | 16:20  | 0,89   | -     | 1943/44                         |
| 10. | TSG Gaarden               | 1     | 18  | 6  | 2 | 10 | 48  | 66  | −18   | 14:22  | 0,78   | -     | 1943/44                         |
| 11. | BV Phönix Lübeck          | 1     | 18  | 4  | 1 | 13 | 22  | 63  | −41   | 9:27   | 0,5    | -     | 1942/43                         |
| 12. | Reichsbahn SG Neumünster  | 1     | 18  | 3  | 1 | 14 | 28  | 81  | −53   | 7:29   | 0,39   | -     | 1942/43                         |